# Geografia da Polinésia Francesa

Mapa da Polinésia Francesa

As ilhas da Polinésia Francesa somam um total de 4167 km² - dos quais 3265 km² correspondem a ilhas habitadas - e encontram-se dispersas sobre 2,5 milhões de km² de oceano. Ao todo, a Polinésia Francesa é composta por 118 ilhas, de origem vulcânica ou coralina, repartidas em cinco arquipélagos:
- Austrais
- Sociedade, o arquipélago mais importante, composto pelas ilhas:
  - de Barlavento (Taiti, Maiao, as ilhas altas de Mehetia, Moorea e o atol de Tetiaroa)
  - e de Sotavento (Raiatea, Tahaa, Huahine, Bora Bora e Maupiti),
- Tuamotu
- Gambier
- Marquesas

A Polinésia Francesa situa-se a 6200 km de Los Angeles, a 5700 km de Sydney, a 8800 km de Tóquio, a 3900 km de Auckland, a 4 700 km de Nouméa, a 7500 km de Santiago do Chile e a 17100 km de Paris.